# Hemangiosarkom
Hemangiosarkom är en ovanlig, snabbväxande och mycket inkräktande variant av cancer. Det är en blodmatad sarkom; det vill säga blodkärl växer direkt i tumören och är vanligen fyllda med blod. En vanlig dödsorsak är att tumören brister, vilket gör att offret snabbt förblöder. Termen angiosarkom, när den används utan bestämning, hänvisar ofta till hemangiosarkom. Glomangiosarkom och lymfangiosarkom är dock skilda tillstånd.
Hemangiosarkom förknippas vanligen med giftig exponering av toriumdioxid, vinylklorid och arsenik. Stewart-Treves syndrom är en form av hemangiosarkom på grund av lymfödem, vanligtvis efter mastektomi och strålbehandling mot bröstcancer.

## Hemangiosarkom hos hundar
Hemangiosarkom är ganska vanligt hos hundar, särskilt hos schäfrar och golden retrievrar.
Det förekommer också hos katter, men är mycket mer sällsynt. Hundar med hemangiosarkom visar sällan kliniska symptom förrän tumören har blivit mycket stor och spridits. Ofta beror kliniska symptom på cirkulationsstillestånd efter tumören spricker, vilket orsakar omfattande blödning. Ägare till drabbade hundar upptäcker för det mesta att hunden har hemangiosarkom först efter att hunden kollapsat.
Tumören dyker normalt upp på mjälten, högra hjärtbasen eller levern, men kan också finnas på huden och andra ställen.
Hemangiosarkom är den vanligaste hjärttumören, och förekommer i högra förmaket. Här kan det orsaka högersidigt hjärtfel, hjärtrytmrubbningar, utgjutning i hjärtsäck och hjärttamponad.
Hemangiosarkom i mjälte eller lever är den vanligaste tumören som orsakar blödningar i buken. Hemangiosarkom på huden ser i de flesta fall ut som en liten röd eller blåsvart klump.
Hemangiosarkom kan också existera under huden. Det misstänkas att hemangiosarkom på huden orsakas av solexponering.
Ibland kan hemangiosarkom på huden vara en metastas från visceral hemangiosarkom.
Andra platser där hemangiosarkomet kan finnas är till exempel ben, njurar, urinblåsa, muskler, munnen och det centrala nervsystemet.

### Kliniska symptom
De vanligaste kliniska symptomen på hemangiosarkom inkluderar aptitförlust, hjärtrytmrubbningar, viktminskning, svaghet, letargi, kollaps, bleka slemhinnor och/eller plötslig död. En förstorad buk ses ofta på grund av blödningar.

### Behandlingar
Behandling inkluderar läkemedelsterapi och, om praktiskt möjligt, avlägsnande av tumören på de påverkade organen, till exempel med en splenektomi. Enbart splenektomi ger en genomsnittlig överlevnadstid på 1-3 månader. Läkemedelsterapi i tillägg, bestående huvudsakligen av läkemedlet doxorubicin, ensamt eller i kombination med andra läkemedel kan öka den genomsnittliga överlevnadstiden till 5-7 månader. Visceral hemangiosarkom är vanligtvis dödlig även med behandling, och ofta inom några veckor eller i bästa fall månader. I huden kan det botas i de flesta fall med fullständig kirurgisk borttagning så länge det inte finns visceral inblandning.